# Vuelta a Andalucía 1985
La Vuelta a Andalucía 1985, in quell'edizione Ruta Ciclista del Sol, trentunesima edizione della corsa, si svolse dal 5 al 10 febbraio 1985 su un percorso di 849,9 km ripartiti in 5 tappe (la quinta suddivisa in 2 semitappe) più un prologo iniziale. Fu vinto da Rolf Gölz, davanti a Miguel Indurain e Jesús Blanco Villar.

## Tappe
| Tappa  | Data     | Percorso                              | km    | Vincitore di tappa  | Leader cl. generale |
| ------ | -------- | ------------------------------------- | ----- | ------------------- | ------------------- |
| Prol.  | 5 marzo  | Águilas > Águilas                     | 4,5   | Jesús Blanco Villar | Jesús Blanco Villar |
| 1ª     | 6 marzo  | Cuevas del Almanzora > Guadix         | 179   | Giuseppe Saronni    |                     |
| 2ª     | 7 marzo  | Guadix > Linares                      | 141   | Rolf Gölz           |                     |
| 3ª     | 8 marzo  | Linares > Priego de Córdoba           | 189   | Federico Echave     |                     |
| 4ª     | 9 marzo  | Priego de Córdoba > Cabra             | 184   | Rolf Gölz           |                     |
| 5ª-1ª  | 10 marzo | Cabra > Granada                       | 146   | Frank Hoste         |                     |
| 5ª-2ª  | 10 marzo | Granada > Granada (Cron. individuale) | 6,4   | Rolf Gölz           | Rolf Gölz           |
| Totale | Totale   | Totale                                | 849,9 |                     |                     |

## Classifiche finali

### Classifica generale
| Pos. | Corridore           | Squadra   | Tempo     |
| ---- | ------------------- | --------- | --------- |
| 1    | Rolf Gölz           | Del Tongo | 23h59'34" |
| 2    | Miguel Indurain     | Reynolds  | a 14"     |
| 3    | Jesús Blanco Villar | Teka      | a 38"     |
| 4    | Vicente Belda       | Kelme     | a 54"     |
| 5    | Ángel Camarillo     | Zor-BH    | a 57".    |